# امانی رشاد
امانی رشاد (انگلیسی: Amany Rashad؛ زادهٔ ۱ ژوئیهٔ ۱۹۸۳) بازیکن فوتبال اهل مصر است.